# Аттарсия
Аттарсия (др.-греч. Ατταρσίγιας) — военачальник из Аххиявы, живший в XV—XIV веках до нашей эры. Известен по хеттскому документу, представляющему собой фрагменты письма от хеттского повелителя Арнуванды своему вассалу, царю Арцавы Маддувате. Походы Аттарсии, равно как и его конфликт с хеттским вассалом Маддуваттой, представляют собой первые зафиксированные в источниках военные действия микенских греков в Малой Азии и первый в истории ахейско-хетский конфликт.

## Происхождение
О действиях Аттарсии повествуют несколько источников из Хетского царства, в первую очередь речь идёт об «Обличении Маддуваты», в которых он описан как «человек страны Аххия»: типичный для хеттов способ обозначения вражьего царя. Аттарсия является первым упомянутым в источниках ахейским лидером. Его точный вес и авторитет среди других ахейских властителей остаётся неясным, хотя хетские авторы описывают его как правителя некоторых земель в западной Анатолии, а не верховного царя Аххии.
Первоначально историки предполагали, что упоминающие Аттарсию хеттские источники относятся к концу XIII века до н. э., однако более поздние исследования показали, что данные тексты корректнее отнести на два века раньше — на начало XV — конец XIV века до нашей эры. С другой стороны, на греческих линейных табличках того времени нет никаких данных об экспедициях против хеттов. Однако они касаются лишь административных вопросов микенских властителей и имеют весьма ограниченную ценность когда дело доходит до политической и военной истории позднего бронзового века. Несмотря на это на табличках есть титул микенских царей (анакс), однако соответствующего Аттарсии личного имени среди упомянутых на них персоналий нет.
Некоторые исследователи находят некоторую схожесть имени Аттарсии с именем отца Агамемнона, Атрея (др.-греч. Ἀτρεύς).

## Военные кампании

### Кампания в Анатолии
Хеттские архивы, собранные во времена правления Арнуванды I около 1400 года до н. э., описывают активную военную кампанию микенских греков во главе с Аттарсией на юго-западе Малой Азии. Польский историк Мацей Попко писал, что ареал действий можно сузить до Ликии. Данная экспедиция связана с увеличением числа греков, живших в районе, о чём говорит увеличение числа находок микенского происхождения в данный промежуток времени относительно предыдущих. В качестве своей военной базы Атарсия мог использовать находившийся на западном побережье Малой Азии город Милет, который ахейцы подчинили своему влиянию ранее. Армия Атарсии включала в себя 100 колесниц, развернув которые он начал поход против регионов, подчинённых хеттам или, по меньшей мере, находившихся в зоне их непосредственного влияния. Первым его известным противником стал Маддуватта, вассал хеттского царя и принц королевства Арцава. Аттарсия смог разбить его армию и изгнать из страны. Маддуватта нашёл убежище при дворе повелителя хеттов («отца Солнца» Турдхалии IV) и стал его наместником в западноанатолийских регионах («горной стране») Циппасла и Харийати. Однако Атарсия вновь предпринял атаку на этого властителя и смог нанести ему решительное поражение. Маддуватта бежал не оказывая самостоятельного сопротивления. Для противостояния действиям греков хетты были вынуждены направить силы под командованием военачальника Киснапили. Краткое описание этой битвы содержится в обвинительном приговоре, в дальнейшем вынесенном вассалу хеттов — «Обличении Маддуватты». Этот источник не называет количество вышедших воинов, но подтверждает информацию о 100 колесницах. Согласно ему, хеттам удалось убить одного из военачальников Аттарсии, ровно как и грекам удалось сделать то же самое, убив в бою Циданцу. После этого сражения Аттарсия отступил в родные земли, а Маддуватта занял своё прежнее место.
Согласно нидерландскому историку Йорриту Келдеру, описание конфликта указывает на возможную дуэль между несколькими военачальниками дворянского происхождения в ходе сражения. Впрочем, учёный отметил, что авторы «Обличения…» могли просто посчитать неважными потери среди рядовых солдат-простолюдинов и поэтому не указать их в документе. Отступление Аттарсии произошло тогда, когда исход битвы был фактически ничейным.